# Paolo Romani
Paolo Romani (Milano, 18 settembre 1947) è un politico, imprenditore e dirigente d'azienda italiano, ministro dello sviluppo economico dal 4 ottobre 2010 al 16 novembre 2011 nel quarto governo Berlusconi.
In precedenza ha ricoperto le cariche di sottosegretario di Stato alle Comunicazioni nel secondo governo Berlusconi, sottosegretario di Stato e viceministro allo Sviluppo economico nel quarto governo Berlusconi.
Senatore della Repubblica dal 2013 al 2022, dov'è stato capogruppo della rinata Forza Italia nella XVII legislatura, è stato deputato alla Camera dal 1994 fino al 2013 in cinque legislature, ricoprendo vari incarichi parlamentari, tra cui quello di presidente della 9ª Commissione Trasporti della Camera nella XIV Legislatura.

## Biografia
Nato a Milano il 18 settembre 1947, dopo aver conseguito il diploma di maturità classica, inizia a fare l'editore di televisioni locali.
Abbandonando l’università, nel 1974 fonda, assieme a Marco Taradash, la TVL Radiotelevisione Libera (già Telelivorno), di cui assume la carica di Presidente sino al 1976, la seconda emittente televisiva privata in Italia che contribuì alla rottura del monopolio radiotelevisivo italiano e gettando le basi del futuro mercato dell'emittenza privata.
Ricopre l'incarico di direttore generale dell'emittente televisiva Canale 51 (già Milano TV), di proprietà dell'editore Alberto Peruzzo, dal 1977 al 1983. In quest'ultimo anno diventa direttore generale dell'emittente televisiva "Rete A", sempre di proprietà di Peruzzo, mantenendo l'incarico per due anni fino al 1985.
Dopo l'esperienza di Millecanali, rivista del settore elettronico-informatico come giornalista pubblicista, nel 1986 viene chiamato da Salvatore Ligresti ai vertici di Telelombardia come amministratore delegato, rimanendo fino al 1990. Secondo la biografia ufficiale del Ministero dello sviluppo economico, Romani "nello stesso periodo è anche corrispondente di guerra, in particolare seguendo la rivoluzione rumena del 1989, la guerra dell’ex Jugoslavia e i conflitti in Iran-Iraq".
Nel 1990 Romani dirige fino al 1995 Lombardia 7, emittente televisiva privata che fonda mettendosi in proprio, nota per i servizi a luci rosse attraverso il 144.

## Vita privata
Residente a Cusano Milanino, è sposato con Patrizia Zea e padre di tre figli.

## Carriera politica

### Deputato di Forza Italia
Con la discesa in campo nella politica di Silvio Berlusconi, viene chiamato, grazie alle sue conoscenze nella concessionaria Publitalia 80 di Berlusconi, per una candidatura alle elezioni politiche del 1994 alla Camera dei deputati nel collegio elettorale di Cinisello Balsamo, per il Polo delle Libertà in quota Forza Italia, dove viene eletto deputato con il 45,88% dei voti. Nella XII legislatura della Repubblica è stato vicepresidente della 4ª Commissione Difesa, componente della 6ª Commissione Finanze, della Giunta delle elezioni e della Commissione speciale per il riordino del settore radiotelevisivo.
Alle elezioni politiche del 1996, dove il Polo per le Libertà di Silvio Berlusconi venne sconfitto, grazie al patto di desistenza con Rifondazione Comunista, da L'Ulivo, venne riletto deputato nel collegio elettorale di Busto Garolfo con il Polo, con il 35,13 dei voti contro i candidati de L'Ulivo Gian Angelo Mainini (32,99%) e della Lega Nord Abramo Bellani (31,88%). Nella XIII legislatura della Repubblica è stato componente della IX Commissione Trasporti, poste e telecomunicazioni e capogruppo della Commissione parlamentare per la vigilanza dei servizi radiotelevisivi, oltre ad aver ricoperto il ruolo di membro del consiglio direttivo di Forza Italia alla Camera.
Responsabile del Dipartimento nazionale informazione radiotelevisiva di Forza Italia, nel 1998 venne nominato coordinatore regionale di Forza Italia della Lombardia, succeduto a Dario Rivolta e mantenne l'incarico fino al 2005, venendo poi sostituito da Mariastella Gelmini.

### Presidente della Commissione Trasporti
Rieletto per la terza volta con la Casa delle Libertà alle politiche del 2001, nel medesimo collegio elettorale con il 54,15% dei voti. Nella XIV legislatura è stato vice capogruppo di Forza Italia alla Camera dei deputati. Dal 21 giugno 2001 è stato presidente della IX Commissione permanente trasporti, poste e telecomunicazioni e componente della Commissione bicamerale per la vigilanza dei servizi radiotelevisivi. Ha rivestito il ruolo di presidente della Commissione trasporti e telecomunicazioni e successivamente di sottosegretario alle comunicazioni del governo Berlusconi III.
Romani ha partecipato alla stesura della legge Gasparri sul sistema radiotelevisivo (legge. n. 112/2004).
Ha dichiarato, circa il progetto della Lega Nord di federalizzare la RAI: "La Rai deve essere policentrica e non più romanocentrica, il paese è verticale, non orizzontale, bisogna che anche in Rai si pensi ai problemi del Nord, questo significa non vivere solamente a Roma. Non che io sia fissato su Rai2 a Milano, è importante però che la Rai sia a Milano, come a Roma, come a Napoli, come a Bari e in tutta Italia".
Alle politiche del 2006 è rieletto deputato, nelle liste di Forza Italia nella circoscrizione Lombardia 1.

### Assessore comunale di Monza
Il 13 giugno 2007 diventa assessore presso il comune di Monza nella giunta di centrodestra presieduta del sindaco Marco Mariani, dapprima all'urbanistica, quindi dal novembre 2007 all'Expo 2015. Come assessore all'urbanistica, Romani viene criticato e contestato per favoritismi immobiliari alla famiglia Berlusconi, interessata alla costruzione di Milano 4 nell'area del quartiere residenziale Cascinazza di Monza. Rimane in carica fino al 2012.
Alle elezioni politiche del 2008 viene nuovamente eletto per la quinta. e ultima volta, deputato nelle liste del Popolo della Libertà, sempre nella circoscrizione Lombardia 1.

### Sottosegretario e Viceministro allo Sviluppo economico
Romani entrò a far parte del governo Berlusconi IV come sottosegretario allo sviluppo economico con delega alle comunicazioni. Ne diventò vice ministro l'8 maggio 2009 e ministro il 4 ottobre 2010.
Da lui, nel 2009, ha preso il nome il "piano Romani". Tale piano consisteva nel portare la banda larga a 20 Mbit/s al 96% della popolazione, e almeno a 2 Mbit/s alla parte restante, entro il 2012. Rappresentava una prima soluzione parziale per il territorio italiano, prevedendo 800 milioni di euro in un progetto complessivo da 1,47 miliardi. Per mesi vi furono rallentamenti di vario genere, e vennero fatte pressioni per sbloccare i fondi da parte di Telecom Italia, dell'AGCOM (Autorità garante delle comunicazioni), dello stesso Romani e del ministro per la pubblica amministrazione e l'innovazione, Renato Brunetta. Il 17 settembre 2010 venne annunciata una definitiva riduzione dei fondi a soli 100 milioni, che avrebbero potuto già ricomprendere la quota di finanziamento proveniente dalle regioni. L'annullamento del piano suscitò dubbi sul futuro sviluppo economico e culturale italiano.
La sua attività da sottosegretario e viceministro è stata costellata da polemiche per la presunta collateralità rispetto a Mediaset. Tra le azioni contestate:
- il lobbying (concertato con quella del presidente di Mediaset Fedele Confalonieri) per impedire a Sky di ottenere dalla Commissione europea e dal suo commissario Joaquín Almunia una deroga per partecipare all'asta sulle frequenze per il digitale terrestre. L'intervento di Romani e Confalonieri causò l'irritazione di Almunia[8]. Il "Financial Times" scrisse «il governo italiano usa trucchi per condizionare la Ue»[16] Il canale Cielo di Sky dovette rimandare l'avvio delle trasmissioni, previsto per il 1º dicembre 2009, a causa della mancanza di autorizzazione a trasmettere sul digitale terrestre da parte di Romani[16].
- il progetto di una nuova rete telefonica superveloce, lanciata assieme a Vodafone Italia e Wind e rimasto al palo. Secondo la Repubblica, l'obiettivo sarebbe stato quello di dotare Mediaset di una rete propria, scorporando e acquisendo la proprietà della rete Telecom. Romani avrebbe manovrato, senza successo, per sostituire Franco Bernabè con l'amico Stefano Parisi di Fastweb; quindi, avrebbe richiesto una consulenza a Francesco Caio, che concludeva con la raccomandazione di scorporare la rete e suddividerla tra tutti gli operatori. Romani avrebbe quindi pianificato l'azione assieme a Caio e Confalonieri, all'oscuro di Telecom, ma l'operazione venne bloccata[8].
- l'autorizzazione a Mediaset a occupare il canale 58 per il digitale ad alta definizione (agosto 2010), considerata un regalo a un privato per permettergli di sperimentare l'alta definizione prima del beauty contest, modalità alternativa e meno concorrenziale rispetto alla gara d'asta[8][16].
- la mancata definizione di una gara d'asta per passare alla banda larga le frequenze televisive liberate col passaggio al digitale terrestre. Nonostante la raccomandazione dell'AGCOM (piano frequenze di luglio 2010) e la prospettiva di un introito di 2-4 miliardi di euro, il Ministero non ha ancora indetto la gara d'asta. Secondo l'Espresso, la prospettiva è che le frequenze restino alle televisioni.[16]

#### Decreto Romani
Le proposte inserite nel decreto Romani (D.Lgs. n. 169/2010) di inizio 2010 su cinema, web e televisioni, avente l'obiettivo iniziale di recepire una direttiva europea sugli audiovisivi (Direttiva europea 2007/65/CE Audiovisual Media service dell'11 dicembre 2007)) vennero giudicate da più parti controverse. Tra queste:
- il taglio della pubblicità dal 18% al 12% per le emittenti pay TV, provvedimento che avrebbe danneggiato Sky, unico concorrente di Mediaset (quest'ultima raccoglie pubblicità soprattutto dalle reti in chiaro)[16][18]
- il cosiddetto bavaglio al web (equiparazione dei siti internet alla disciplina delle TV), visto in relazione alle vie legali adite da Mediaset contro Google per la condivisione illecita di video tutelati da copyright su YouTube; il provvedimento non fu presente nel testo finale[19]
- le misure di "tutela dei minori":
- il divieto di trasmissione di film v.m. 14 al di fuori della fascia notturna, anche su richiesta, misura considerata punitiva verso il mercato del porno on demand di Sky.[20][21][22]
- l'SMS che avrebbe avvisato i genitori che il figlio stava navigando in un sito hard (misura di parental control infine espunta dal testo finale); Romani venne criticato in questo caso anche per il suo passato di direttore della televisione privata Lombardia 7, che trasmetteva contenuti erotici.[8]

La delibera dell'AGCOM di attuazione del decreto Romani imponeva alle web TV di pagare 3.000 euro e presentare una notevole quantità di documenti prima di incominciare le attività, ostacolando così un settore in crescita e potenziale concorrente dei canali televisivi tradizionali. La misura colpiva particolarmente le web TV a trasmissione continua (anziché on demand), che avrebbero dovuto attendere per 60 giorni l'autorizzazione dell'Autorità. Alle web TV si applicavano anche gli obblighi di rettifica e di tutela dei minori (divieto di video v.m. 14 dalle 7 alle 22:30, anche on demand). Le sanzioni andavano da 15.000 a 2 milioni di euro. Romani aveva inizialmente dichiarato sulla questione: "Basterà una semplice dichiarazione di inizio attività".
L'ambasciatore statunitense a Roma David H. Thorne criticò severamente il decreto Romani, in un cablogramma confidenziale spedito a Washington il 3 febbraio 2010. Secondo Thorne, la legge sembrava essere stata scritta "per garantire al governo abbastanza libertà da bloccare e censurare ogni contenuto web". Thorne lamentava la mancanza di cooperazione del governo italiano nella lotta alla pirateria informatica, e il passaggio a un approccio regolamentativo che consentiva di attaccare la concorrenza, commerciale (come Sky) o politica del governo Berlusconi. Sempre secondo Thorne, ciò rispecchiava l'utilizzo privato del potere, da parte di Berlusconi, sin dai tempi di Craxi, e avrebbe potuto avere l'effetto di dare ad altri governi, come la Cina, una giustificazione per limitare la libertà di espressione al loro interno.

### Ministro dello Sviluppo economico

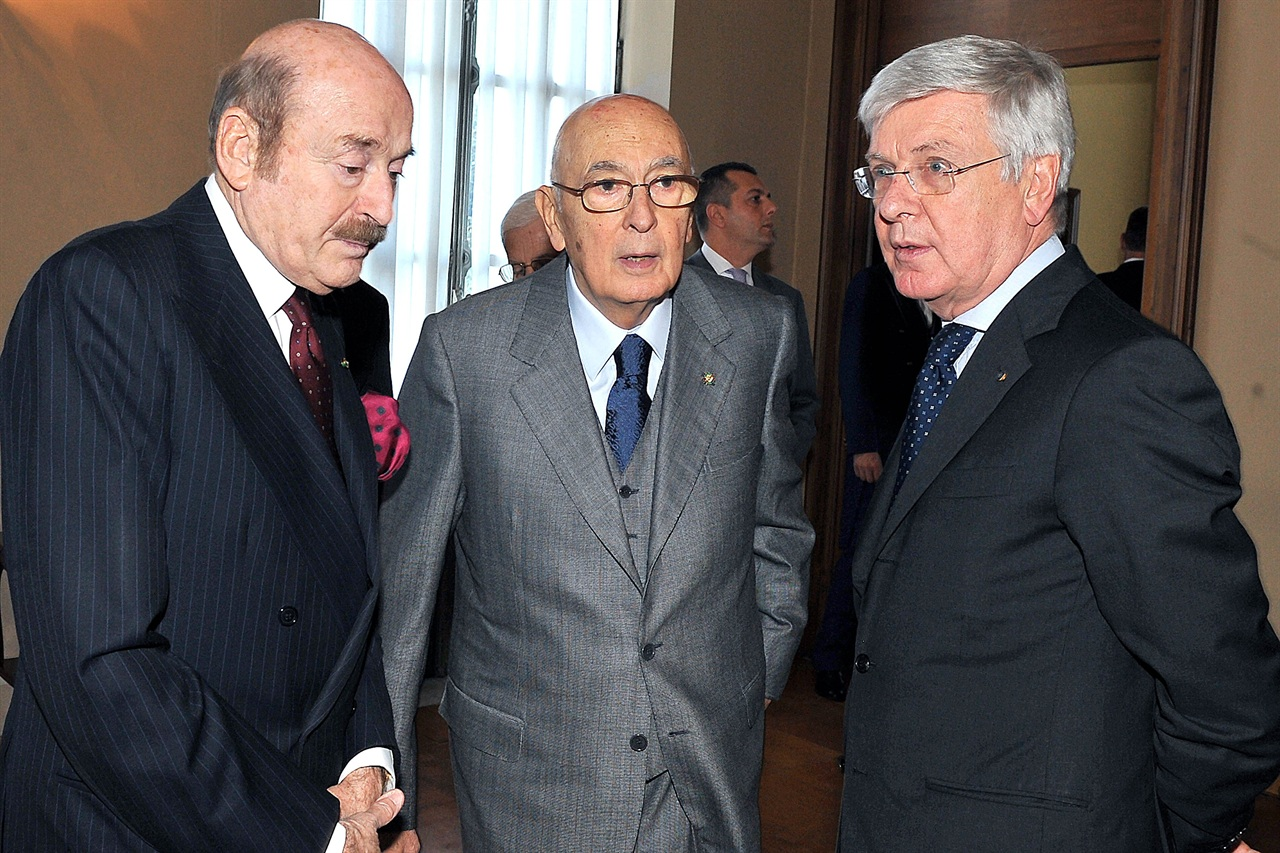
Paolo Romani con Benito Benedini e il Presidente della Repubblica Giorgio Napolitano nel 2010

Il 4 ottobre 2010 divenne ministro dello sviluppo economico, dopo le dimissioni di Claudio Scajola per il caso Anemone e l'interim di 4 mesi di Berlusconi (definito imbarazzante dal giornalista de L'Espresso Alessandro Gilioli), giurando nelle mani del Presidente della Repubblica Giorgio Napolitano, che fece in un primo momento saltare la sua nomina per via del suo passato di imprenditore delle telecomunicazioni, ritenuto inopportuno per la questione del conflitto di interessi e poca imparzialità.
Appena insediatosi si ritrova ad affrontare la crisi del debito sovrano europeo, occupandosi della FIAT, Telecom e dell’assegnazione delle frequenze digitali.

#### Provvedimenti
Romani firmò come Ministro dello Sviluppo il nuovo contratto di servizio della Rai, scaduto a fine 2009. Secondo il quotidiano L'Espresso, ciò avrebbe significato l'oscuramento dei programmi Rai su Sky. Il contratto avrebbe dovuto inoltre stabilire le regole di linea politica del servizio pubblico, inclusa l'imparzialità di telegiornali e talk show.

#### Decreto "Ammazza rinnovabili"
In attuazione di una direttiva europea sulla promozione dell'uso dell'energia da fonti rinnovabili, il 3 marzo 2011 firma il decreto legislativo n. 28 sulle energie rinnovabili (il cosiddetto "Ammazza rinnovabili"), che viene discusso e varato dal Consiglio dei ministri. Il decreto, in particolare, stabiliva con soli tre mesi di preavviso l'interruzione anticipata al 31 maggio 2011 del meccanismo incentivante del Terzo Conto Energia varato ad agosto 2010 che avrebbe dovuto regolamentare gli incentivi per gli impianti fotovoltaici connessi alla rete dal 2011 al 2013. Il decreto venne duramente criticato e contestato dalle associazioni di settore, in particolare dalle aziende operanti nel settore fotovoltaico.
Il decreto "Ammazza rinnovabili" è stato oggetto di divergenze con il Ministro dell'ambiente e compagna di partito Stefania Prestigiacomo, come confermato da Romani stesso, arrivando a sbottare durante un intervento a un convegno affermando «Se quella matta della Prestigiacomo non mi fa incazzare ancora oggi. Lo dico perché sono un po’ arrabbiato, veramente, non ci ho dormito la notte».

### Senatore PdL e capogruppo di Forza Italia

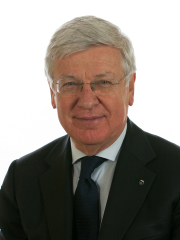
Romani eletto al Senato della Repubblica nel 2013

Alle elezioni politiche del 2013 viene candidato al Senato della Repubblica, ed eletto senatore per Il Popolo della Libertà. Nella XVII legislatura è stato componente delle Commissioni Affari Costituzionali, Affari Esteri e Emigrazione ed Lavori pubblici e comunicazioni, della Commissione parlamentare per l'indirizzo generale e la vigilanza dei servizi radiotelevisivi, del Comitato parlamentare per la sicurezza della Repubblica e della Delegazione italiana all'Assemblea parlamentare dell'OSCE
Il 16 novembre 2013, con la sospensione delle attività del PdL, aderì a Forza Italia, diventandone capogruppo al Senato in sostituzione di Renato Schifani, passato al Nuovo Centrodestra di Angelino Alfano, diventando il successivo 24 marzo 2014 membro del Comitato di Presidenza di Forza Italia.
Il 4 febbraio 2015, in seguito alla rottura del Patto del Nazareno con l'elezione di Sergio Mattarella a Presidente della Repubblica e i dissidi interni al partito, rimise nelle mani di Silvio Berlusconi le dimissioni dall'incarico, insieme alla sua vice Anna Maria Bernini con gli omologhi della Camera Renato Brunetta e Mariastella Gelmini, ma Berlusconi le respinse.

### Candidato alla presidenza del Senato
Alle elezioni politiche del 2018 venne rieletto senatore nel collegio uninominale di Sesto San Giovanni. Nella XVIII legislatura non viene confermato nel ruolo di capogruppo di Forza Italia, venendo succeduto da Anna Maria Bernini.
Il 21 marzo 2018 venne ufficialmente candidato da Forza Italia per l'elezione alla carica di Presidente del Senato; tuttavia il Movimento 5 Stelle (M5S) si oppone da subito alla sua nomina, a causa della sua condanna per peculato. In seguito al parere contrario anche della Lega, che vota al 2º scrutinio per Anna Maria Bernini invece che Romani, il 24 marzo Romani annuncia il ritiro della sua candidatura alla seconda carica dello Stato (che sarebbe andata lo stesso giorno a Maria Elisabetta Alberti Casellati, anch'ella di Forza Italia), affermando di farlo: "nell'interesse del Paese".
Da alcuni osservatori, l'azione della Lega di non votare Romani, approfittando dell'opposizione del M5S nei suoi confronti, è stato un segno per evidenziare che il principale partito nella coalizione del centro-destra sono loro, e che il suo segretario federale Matteo Salvini ne sia il leader della coalizione, differentemente dal passato con Forza Italia e Berlusconi.

### Cambiamo! e Coraggio Italia
Vicino alle posizioni del presidente della Regione Liguria Giovanni Toti, il 18 settembre 2019 abbandona dopo 25 anni Berlusconi e aderisce al suo nuovo movimento di Toti Cambiamo!, pur rimanendo nel gruppo parlamentare.
Il 22 luglio 2020 abbandona il gruppo parlamentare di Forza Italia, annunciando l'iscrizione al gruppo misto del Senato all’interno del quale, insieme a Gaetano Quagliariello e Massimo Vittorio Berutti, il 5 agosto costituisce una componente collocata all’opposizione del governo Conte II e di cui sarà capogruppo.
Nel corso del 2021 Romani aderisce, insieme al movimento di Toti, a Coraggio Italia, il nuovo partito di Toti e del sindaco di Venezia Luigi Brugnaro, e diventa membro della sua direzione nazionale, rimanendo capogruppo della componente Idea-Cambiamo!-Europeisti al Senato che cambierà poi denominazione diverse volte.
Nel 2022 partecipa alla nascita di Italia al Centro, altra formazione di Toti, pur non ricandidandosi alle elezioni politiche anticipate di settembre.

## Procedimenti giudiziari

### Bancarotta preferenziale
A seguito del fallimento di Lombardia 7 nel 1999, Romani venne indagato dalla Procura di Monza per bancarotta preferenziale. Interrogato, negò ogni coinvolgimento avendo ceduto l'azienda prima del fallimento. Il reato fu derubricato in falso fallimentare, le cui pene erano ridotte dalla nuova legge sul falso in bilancio. La sua posizione venne infine archiviata ma dovette risarcire 400.000 euro al curatore fallimentare.

### Peculato e rimborsi spese
Ad aprile 2012 Romani viene indagato dalla Procura di Monza per il reato di peculato, con riferimento a oltre 5.000 euro spesi nell'arco di due mesi in telefonate con il cellulare del Comune di Monza, in realtà utilizzato dalla figlia. Poco dopo emersero anche fatture per pranzi e cene «di rappresentanza» pari a 22.000 euro spesi in un anno e mezzo di mandato, da maggio 2007 alla fine del 2008 sempre a carico del Comune di Monza, venendo indagato anche per rimborsi spese.
A ottobre 2017 viene condannato in via definitiva dalla Cassazione, con sentenza del 26 ottobre, alla pena di 1 anno e 4 mesi, che sarebbe stata poi ricalcolata in un appello-bis nel quale si sarebbe dovuta solo rimotivare l’esclusione o la concessione dell’attenuante della «speciale tenuità» del danno dato che aveva risarcito il Comune versando 9.811,63 euro.
Il 6 ottobre 2022 la Guardia di Finanza di Milano, su delega della procura di Monza, dispone un sequestro preventivo di circa 344.000 euro a carico di Romani che ha interessato somme giacenti su due conti correnti e un immobile a Cusano Milanino. Romani è indagato per aver sottratto 360.000 euro dal conto intestato al gruppo parlamentare di Forza Italia quando era capogruppo al Senato tra il 2015 e il 2018. Romani ha riconosciuto che “da un punto di vista di estetica istituzionale si trattò di operazione non elegante ma attuata in buonafede e mi dichiaro disponibile a mettere a disposizione dette somme".

### Istigazione alla corruzione
A maggio 2012 viene indagato dalla Procura di Monza, assieme a Paolo Berlusconi e tre persone, per istigazione alla corruzione. Secondo l’accusa, come assessore all’urbanistica del Comune di Monza nella giunta Pdl-Lega Nord, Romani avrebbe cercato di corrompere con del denaro i consiglieri di minoranza nel tentativo di far approvare una variante del PGT (Piano di governo del territorio) relativa a un’area agricola di 500 mila metri quadrati chiamata "Cascinazza" (località sita a sud di Monza, lungo il corso del fiume Lambro), proprietà di Berlusconi su cui voleva costruirci un quartiere residenziale chiamato Milano 4.
Secondo quanto riportato da Il Giorno, gli stessi pubblici ministeri avrebbero poi chiesto l'archiviazione del procedimento per non aver rinvenuto elementi concreti e precisi per procedere contro Romani.

### Corruzione
A marzo 2022, la Procura di Brescia ha iscritto Romani nel registro delle notizie di reato, venendo indagato per corruzione, con l'accusa di aver ricevuto delle tangenti per una somma pari a 12.000 euro nel gennaio 2015 da tre dirigenti della società di lavoro interinale Maxwork, dichiarata poi fallita nel giugno dello stesso anno. L’episodio sarebbe emerso nell’ambito di uno stralcio dell’inchiesta principale sul fallimento della Maxwork. Secondo la procura, la tangente sarebbe stata ricevuta materialmente nella sede della società, a Bergamo, da Antonio Sandro Maullu, su incarico di suo fratello Stefano (ex europarlamentare di Forza Italia). Ma la richiesta di ritirare la tangente, secondo la procura, sarebbe arrivata direttamente da Romani, come emergerebbe da una registrazione. Nel dicembre del 2022, a quasi otto anni dai fatti, davanti al rischio di andare in prescrizione, la procura di Milano  decide di chiedere l'archiviazione per l'ex senatore.